# Campanha presidencial de Maria de Lourdes Pintasilgo em 1986
A campanha presidencial de Maria de Lourdes Pintasilgo começou com o seu anúncio no dia 27 de julho de 1985. Maria de Lourdes Pintasilgo, ex-Primeira-Ministra de Portugal entre agosto de 1979 e janeiro de 1980, havia sido alvo de especulações generalizadas como potencial candidata em 1986, com várias sondagens desde 1983 a darem a vitória.

## Sondagens

### Primeira volta
| Instituto de sondagem                       | Data de realização         | Nº de Entrevistas válidas | Participação | DFA                    | MS            | FSZ         | MLP        | Outros  | Líder       |       |       |       |      |  |       |
| ------------------------------------------- | -------------------------- | ------------------------- | ------------ | ---------------------- | ------------- | ----------- | ---------- | ------- | ----------- | ----- | ----- | ----- | ---- |  | ----- |
| Instituto de sondagem                       | Data de realização         | Nº de Entrevistas válidas | Participação | Eleições presidenciais | 26 de janeiro | -           | -          | Outros  | Líder       | 46,31 | 25,43 | 20,88 | 7,38 |  | 20,88 |
| Previsões oficiais do Ministério da Justiça | 26 de janeiro              | -                         | -            | 46,8                   | 25,1          | 21,1        | 7,0        |         | 21,7        |       |       |       |      |  |       |
| RTP1                                        | 26 de janeiro              | -                         | -            | 44,0-46,0              | 23,5-25,5     | 18,5-20,5   | 9,5-11,5   |         | 18,5-22,5   |       |       |       |      |  |       |
| RTP1                                        | 26 de janeiro              | -                         | -            | 43,00-46,00            | 24,00-27,00   | 18,00-21,00 | 9,00-12,00 |         | 16,00-22,00 |       |       |       |      |  |       |
| Á boca das urnas                            |                            |                           |              |                        |               |             |            |         |             |       |       |       |      |  |       |
| 1986                                        |                            |                           |              |                        |               |             |            |         |             |       |       |       |      |  |       |
| Norma/Semanário                             | 10-16 de maio              | 598                       |              | 33,4                   | 12,9          | -           | 24,1       | 29,7(a) | 9,3         |       |       |       |      |  |       |
| Norma/Semanário                             | Abril                      | -                         | -            | -                      | 13,6          | -           | 25,5       | 60,9(b) | 11,9        |       |       |       |      |  |       |
| Norma/Semanário                             | Abril                      | -                         | -            | -                      | 13,8          | -           | 25,4       | 60,8(c) | 11,6        |       |       |       |      |  |       |
| Norma/Semanário                             | 14-21 de janeiro           | -                         | -            | -                      | 11,1          | 1,7         | 25,0       | 62,6(d) | 11,1        |       |       |       |      |  |       |
| Norma/Semanário                             | 14-21 de janeiro           | -                         | -            | -                      | 9,9           | 3,7         | 26,4       | 60,0(e) | 13,2        |       |       |       |      |  |       |
| 1985                                        |                            |                           |              |                        |               |             |            |         |             |       |       |       |      |  |       |
| Norma/Semanário                             | 13-21 de dezembro          | -                         | -            | -                      | 12,0          | -           | 22,5       | 58,3(f) | 10,5        |       |       |       |      |  |       |
| Norma/Semanário                             | 13-21 de dezembro          | -                         | -            | -                      | 12,4          | -           | 22,5       | 65,1(g) | 7,3         |       |       |       |      |  |       |
| Norma/Semanário                             | Dezembro                   | -                         | -            | -                      | 16,5          | -           | 26,8       | 53,3(h) | 10,3        |       |       |       |      |  |       |
| Norma/Semanário                             | Dezembro                   | -                         | -            | -                      | 17,2          | -           | 25,7       | 53,1(i) | 8,5         |       |       |       |      |  |       |
| Norma/Semanário                             | Novembro                   | -                         | -            | -                      | 12,4          | -           | 22,5       | 57,7(j) | 7,3         |       |       |       |      |  |       |
| Norma/Semanário                             | Novembro                   | -                         | -            | -                      | 12,0          | -           | 22,5       | 50,6(k) | 10,5        |       |       |       |      |  |       |
| Norma/Semanário                             | 4-15 de outubro            |                           |              | -                      | 14,4          | -           | 15,4       | 70,5(l) | 1,0         |       |       |       |      |  |       |
| Marktest/O Jornal                           | Outubro                    | -                         | -            | 12,0                   | 13,0          | 1,0         | 21,0       | 53,0(m) | 9,0         |       |       |       |      |  |       |
| Euroexpansão/Tempo                          | 19-25 de outubro           | 816                       | -            | 9,4                    | 14,6          | 2,6         | 21,5       | 51,9(n) | 6,9         |       |       |       |      |  |       |
| Marktest/O Jornal                           | Setembro                   | -                         | -            | 10,0                   | 13,0          | 2,0         | 20,0       | 57,0(o) | 7,0         |       |       |       |      |  |       |
| Norma/Semanário                             | 27 de agosto-3 de setembro | 605                       | -            | -                      | 8,2           | -           | 18,0       | 73,7(p) | 9,8         |       |       |       |      |  |       |
| Marktest/O Jornal                           | Agosto                     | -                         | -            | 11,0                   | 11,0          | 3,0         | 19,0       | 55,0(q) | 8,0         |       |       |       |      |  |       |
| Marktest/O Jornal                           | Julho                      | -                         | -            | 13,0                   | 12,0          | 3,0         | 23,0       | 48,0(r) | 10,0        |       |       |       |      |  |       |
| Norma/Semanário                             | Julho                      | -                         | -            | -                      | 10,3          | -           | 22,3       | 57,5(s) | 12,0        |       |       |       |      |  |       |
| Marktest/O Jornal                           | Junho                      | -                         | -            | 13,0                   | 11,0          | 2,0         | 24,0       | 51,0(t) | 11,0        |       |       |       |      |  |       |
| Norma/Semanário                             | Junho                      | -                         | -            | -                      | 12,4          | -           | 22,0       | 51,5(u) | 9,6         |       |       |       |      |  |       |
| Norma/Semanário                             | Maio                       | -                         | -            | -                      | 13,8          | -           | 26,2       | 44,5(v) | 12,4        |       |       |       |      |  |       |
| 1984                                        |                            |                           |              |                        |               |             |            |         |             |       |       |       |      |  |       |
| Norma/Semanário                             | Dezembro                   | -                         | -            | -                      | 13,8          | -           | 25,4       | 60,8(w) | 11,6        |       |       |       |      |  |       |
| Norma/Semanário                             | Dezembro                   | -                         | -            | -                      | 13,6          | -           | 25,5       | 60,9(x) | 11,9        |       |       |       |      |  |       |
| 1983                                        |                            |                           |              |                        |               |             |            |         |             |       |       |       |      |  |       |

### Segunda volta

#### Maria de Lurdes Pintassilgo contra Diogo Freitas do Amaral
| Instituto de sondagem | Data de realização | Nº de Entrevistas válidas | Participação | MLP             | DFA           | ABN | Líder |     |   |      |      |      |     |
| --------------------- | ------------------ | ------------------------- | ------------ | --------------- | ------------- | --- | ----- | --- | - | ---- | ---- | ---- | --- |
| Instituto de sondagem | Data de realização | Nº de Entrevistas válidas | Participação | Norma/Semanário | 10-16 de maio | ABN | Líder | 598 | - | 33,6 | 41,2 | 25,2 | 7,6 |
| 1985                  |                    |                           |              |                 |               |     |       |     |   |      |      |      |     |

#### Maria de Lurdes Pintassilgo contra Mário Soares
| Instituto de sondagem | Data de realização | Nº de Entrevistas válidas | Participação | MLP             | MS            | ABN  | Líder |     |   |      |      |      |     |
| --------------------- | ------------------ | ------------------------- | ------------ | --------------- | ------------- | ---- | ----- | --- | - | ---- | ---- | ---- | --- |
| Instituto de sondagem | Data de realização | Nº de Entrevistas válidas | Participação | Norma/Semanário | 10-16 de maio | ABN  | Líder | 598 | - | 31,7 | 31,6 | 36,7 | 0,1 |
| Norma/Semanário       | Abril              | -                         | -            | 31,0            | 21,1          | 47,9 | 9,9   |     |   |      |      |      |     |
| 1985                  |                    |                           |              |                 |               |      |       |     |   |      |      |      |     |

## Candidatura
Maria de Lourdes Pintasilgo anunciou a sua candidatura a 27 de julho de 1985, em
Lisboa e perante mais de mil pessoas e formalizou-a junto do Tribunal Constitucional a 10 de dezembro de 1985, com cerca de 15 000 assinaturas.

### Organização da candidatura
O diretor da campanha foi Rodrigo de Sousa e Castro, major do Exército e militar da Revolução dos Cravos

#### Membros da Comissão Política
A Comissão Política da candidatura de Maria de Lourdes Pintasilgo era constituída por 300 elementos, entre os quais:
- Alberto Amaral
- António Fonseca Ferreira
- Augusto Mateus[6]
- Cesário Borga
- Emídio Rangel
- João Vieira
- José Cardoso Pires
- Manuel Gomes Guerreiro
- Maria Velho da Costa
- Nikias Papanikailis
- Nuno Grande (mandatário nacional)[5]
- Rodrigo de Sousa e Castro (coordenador e director de campanha)

#### Mandatários distritais
- Coimbra: Luís Melo Biscaia
- Lisboa: Fisher Lopes Pires
- Porto: Virgílio Moreira
- Setúbal: Mário Moura

## Resultados da eleição
Sem o apoio de qualquer máquina partidária e gozando do prestígio que recolhera enquanto primeira-ministra, formalizou a sua candidatura em 9 de dezembro de 1985 com cerca de 15 000 assinaturas e surgia como a candidata mais bem posicionada nas sondagens, recolhendo elevadas percentagens das intenções de voto. Todavia, na primeira volta foi preterida em face dos candidatos de esquerda dotados de apoios dos partidos políticos. Os resultados eleitorais traduziam o triunfo dos aparelhos partidários sobre as apostas singularizadas, penalizando fortemente aquela que havia sido a candidatura mais personalizada, a sua, com 7,4% dos votos.
| Data | Partidos apoiantes | 1ª Volta | 1ª Volta | 1ª Volta      | 1ª Volta | 2ª Volta | 2ª Volta | 2ª Volta | 2ª Volta | Status     |
| Data | Partidos apoiantes | Cl.      | Votos    | %             | +/-      | Cl.      | Votos    | %        | +/-      | Status     |
| ---- | ------------------ | -------- | -------- | ------------- | -------- | -------- | -------- | -------- | -------- | ---------- |
| 1986 | UDP                | 4.º      | 418 961  | 7,38 / 100,00 |          |          |          |          |          | Não eleita |

Notas:
↑(a)  Nenhum: 23,1%; Não responde: 6,5%.
↑(b)  Alberto João Jardim: 13%; Mário Firmino Miguel: 9,2%; Abstenções, nulos e brancos: 38,7%.
↑(c)  Francisco Lucas Pires: 10,6%; Mário Firmino Miguel: 10,5%; Adelino da Palma Carlos: 3,6%; Abstenções, nulos e brancos: 36,1%.
↑(d)  Francisco Lucas Pires: 13,9%; Francisco Pinto Balsemão: 3,3%; Abstenções, nulos e brancos: 45,1%.
↑(e)  Alberto João Jardim: 13,2%; Abstenções, nulos e brancos: 46,8%.
↑(f)  Álvaro Cunhal: 7,7%; Francisco Lucas Pires: 7,2%; Francisco Pinto Balsemão: 4,2%; Abstenções, nulos e brancos: 39,2%.
↑(g)  Alberto João Jardim: 15,2%; Álvaro Cunhal: 7,4%; Abstenções, nulos e brancos: 42,5%.
↑(h)  Alberto João Jardim: 13,2%; Abstenções, nulos e brancos: 40,1%.
↑(i)  Francisco Pinto Balsemão: 7,1%; Francisco Lucas Pires: 5,4%; Abstenções, nulos e brancos: 40,6%.
↑(j)  Alberto João Jardim: 15,2%; Abstenções, nulos e brancos: 42,5%.
↑(k)  Francisco Lucas Pires: 7,2%; Francisco Pinto Balsemão: 4,2%; Abstenções, nulos e brancos: 39,2%.
↑(l)  Francisco Lucas Pires: 9,8%; Carlos Mota Pinto: 6,7%; Mário Firmino Miguel: 4,6%; Alberto Franco Nogueira: 2,2%; Manuel da Costa Braz: 1,5%; Abstenções, nulos e brancos: 45,7%.
↑(m)  João Bosco Mota Amaral; 9%; Mário Firmino Miguel: 7%; Carlos Mota Pinto: 1%; Amadeu Garcia dos Santos: 1%; Almeida e Costa: 0%; Abstenções, nulos e brancos: 33%.
↑(n)  Alberto João Jardim: 6,8%; Francisco Lucas Pires: 6,6%; Carlos Mota Pinto: 6%; Francisco Pinto Balsemão: 4,2%; Carlos Brito: 2,9%; Abstenções, nulos e brancos: 25,4%.
↑(o)  João Bosco Mota Amaral; 9%; Mário Firmino Miguel: 5%; Carlos Mota Pinto: 3%; Amadeu Garcia dos Santos: 1%; Almeida e Costa: 0%; Abstenções, nulos e brancos: 39%.
↑(p)  Francisco Lucas Pires: 6,2%; Carlos Mota Pinto: 5,4%; Mário Firmino Miguel: 5,1%; Manuel da Costa Braz: 0,7%; Abstenções, nulos e brancos: 56,3%.
↑(q)  João Bosco Mota Amaral; 10%; Mário Firmino Miguel: 4%; Carlos Mota Pinto: 2%; Amadeu Garcia dos Santos: 1%; Almeida e Costa: 0%; Abstenções, nulos e brancos: 38%.
↑(r)  João Bosco Mota Amaral; 10%; Mário Firmino Miguel: 4%; Carlos Mota Pinto: 1%; Amadeu Garcia dos Santos: 1%; Almeida e Costa: 0%; Abstenções, nulos e brancos: 32%.
↑(s)  Mário Firmino Miguel: 4,4%; Carlos Mota Pinto: 3,4%; Abstenções, nulos e brancos: 49,7%.
↑(t)  João Bosco Mota Amaral; 11%; Mário Firmino Miguel: 4%; Carlos Mota Pinto: 2%; Amadeu Garcia dos Santos: 1%; Almeida e Costa: 0%; Abstenções, nulos e brancos: 33%.
↑(u)  Carlos Mota Pinto: 8,7%; Mário Firmino Miguel: 5,8%; Manuel da Costa Braz: 1%; Abstenções, nulos e brancos: 36%.
↑(v)  Carlos Mota Pinto: 8,2%; Mário Firmino Miguel: 1,3%; Abstenções, nulos e brancos: 35%.
↑(w)  Francisco Lucas Pires: 10,6%; Mário Firmino Miguel: 10,5%; Adelino da Palma Carlos: 3,6%; Abstenções, nulos e brancos: 36,1%.
↑(x)  Alberto João Jardim: 13%; Mário Firmino Miguel: 9,2%; Abstenções, nulos e brancos: 38,7%.